# Gmina Loška dolina
Loška dolina – gmina w Słowenii. W 2010 roku liczyła 3954 mieszkańców.

## Miejscowości
Miejscowości wchodzące w skład gminy Loška dolina:

- Babna Polica
- Babno Polje
- Dane
- Dolenje Poljane
- Iga vas
- Klance
- Knežja Njiva
- Kozarišče
- Lož
- Markovec
- Nadlesk
- Podcerkev
- Podgora pri Ložu
- Podlož
- Pudob
- Stari trg pri Ložu – siedziba gminy
- Sveta Ana pri Ložu
- Šmarata
- Viševek
- Vrh
- Vrhnika pri Ložu